# Annette von Droste-Hülshoff
Annette von Droste-Hülshoff (10 de gener de 1797, Hülshoff-24 de maig de 1848, Meersburg) fou una poeta i compositora alemanya. És considerada una de les escriptores alemanyes més importants.
Era la filla de Clemens August von Droste-Hülshoff i Therese von Haxthausen, famílies nobles catòliques. El seu naixement prematur va fer que la seva infància fos delicada i amb una vida reclosa. L'educació va estar a càrrec d'Anton Matthias Sprickmann, de l'any 1812 al 1819. L'alumna Annette va ser una apassionada lectora. Aviat es va veure les seves qualitats per a la poesia i també per a la música i el dibuix. L'any 1825 va viatjar fins a Colònia, Coblença i Bonn, a on vivia el seu cosí Clemens August von Droste-Hülshoff. Va ser llavors quan va entrar en contacte amb persones de l'ambient intel·lectual, com ara Sibylle Mertens-Schaaffhausen, arqueòloga i amfitriona d'un dels salons més rellevants de Renània, o Johanna i Adele Schopenhauer. Anava a Bonn bastants vegades i mantenia contactes amb escriptors, però sempre tornava a la casa familiar. Molts cops, les seves sortides eren un descans de l'ambient familiar i li donaven l'ocasió de dedicar-se també a la seva vocació com a poeta, que la seva mare va acceptar i sempre recolzà.
Els seus últims anys va viure al castell de Meersburg, a prop del llac de Constança, comprat amb els diners que guanyava com a escriptora. És la primera escriptora alemanya que va poder independitzar-se econòmicament de la seva família vivint dels seus ingressos com a escriptora. L'Annette von Droste-Hülshoff va morir, a causa d'una pneumònia, al castell de Meersburg.

## Obres
- Das hospiz auf dem Grossen St. Bernhard ('L'hospici del Gran Sant Bernat') de l'any 1829-1830
- Die Judenbuche ('El faig del Jueu') de l'any 1842
- Das geistliche Jahr ('Any litúrgic') de l'any 1839-1840
- Westfälische Schilderungen ('Relats de Westfàlia') de 1845
- Les Balades